# 沖縄うない
沖縄うない (おきなわうない)はオール沖縄に参加する沖縄県の地域政党である。
県議会議員の比嘉京子が代表を務める。

## 党史
第50回衆議院議員総選挙での代表の比嘉が沖縄県第4区への立候補を目指して結成

## 党勢
| 議会       | 議席/定数 |
| 沖縄県議会 | 1/48      |
| 浦添市議会 | 1/27      |
| 名護市議会 | 1/26      |
| 北谷町議会 | 1/24      |